# Horologica cubensis
Horologica cubensis is een slakkensoort uit de familie van de Cerithiopsidae. De wetenschappelijke naam van de soort is voor het eerst geldig gepubliceerd in 1992 door Rolán & Espinosa.